# استيعاب (استعمار فرنسي)
الإستيعاب في الأساس هي فكرة لسياسة الاستعمار الفرنسية شاعت في القرنين التاسع عشر والعشرين. بخلاف سياسة الاستعمار البريطانية، فالسياسة الفرنسية آنذاك كانت تروج لرعاياها في البلاد التي استعمرتها أن تَعلُم وإدراك اللغة والثقافة الفرنسيتين سيسمح لهم بأن يصبحوا فرنسيين في مرحلة ما. وكانت "المجتمعات الأربعة" التي ظهرت في السنغال، وهي سانت لويس وداكار وغوريه وروفسك، خير دليل أظهر للأفارقة عن إمكانيتهم في الحصول على كامل حقوق المواطنة الفرنسية. 

## تعريف الإستيعاب
جاء مفهوم الاستيعاب الفرنسي بناء على فكرة نشر الثقافة الفرنسية في المستوطنات الفرنسية خارج فرنسا في القرنين التاسع عشر والعشرين. كان سكان هذه المناطق يعتبرون مواطنين فرنسيين طالما تبنوا الثقافة والعادات الفرنسيتين، ومعنى ذلك أنهم لهم حقوق ومهام المواطنين الفرنسيين أيضا.
قد نوقش معنى الاستيعاب كثيرا. من أحد التعريفات يحدد إن القوانين الفرنسية تنطبق في كل المستوطنات خارج فرنسا بغض النظر عن بعدها عن فرنسا أو حجم مساحة المستوطنة أو نظامها الاجتماعي أو تطور اقتصاده أو معتقداتهم العرقية أو الدينية. والتعريف الأخر للإستيعاب هو تعريف ثقافي يدعو ويشجع على انتشار الثقافة الفرنسية خارج أوروبا.
في عام 1885، نشر أرثر جيغو (بالفرنسية: Arthur Girault) مقالة بعنوان "مبادئ الاستعمار والتشريع الاستعماري" (بالفرنسية: Principes de colonisation et de Legislation coloniale") ذكر فيها أن الاستيعاب هي فكرة "متنوعة". واعتبر أن أفضل مثال هو "اتحاد يزداد إزرا بين المناطق المستعمرة والبلد الأم". كتب أرثر جيغو كذلك أن كل واجبات المواطن الفرنسي تنطبق أيضا على سكان المستوطنات.

## تاريخ

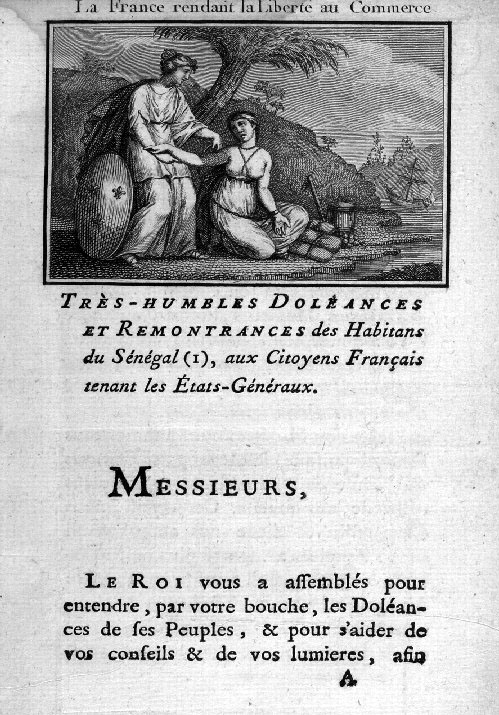
كتاب المظالم الذي رفعه سكان منطقة سانت لويس في السنغال في عام 1789 إلى حكومة الثورة الفرنسية الأولى أسوة بسكان فرنسا آنذاك والتي أسس لاعتبار ان لسكان المستعمرات الفرنسية نفس حقوق الفرنسيين.

قامت فرنسا المعاصرة، في أواخر القرن العاشر، من خلال توسع مملكة صغيرة تقع في المنطقة القريبة من باريس والتي اكتملت بانضمام منطقتي نيس وسافوا اليها عام 1860م. وتوسعت لتأخذ شكلها السداسي الحالي نتيجة سلسلة من الحروب والغزوات لفترات طويلة مما أدى لانتصار اللغة والثقافة الفرنسيتين على مجتمعات كانت مستقلة ومنفردة ثقافيا، وخصوصا المناطق الناطقة باللغة القسطانية في الجنوب والتي هي لغة مختلفة عن اللغة الفرنسية والتي منع استخدامها في الشؤون الرسمية في القرن السادس عشر ثم منع استخدامها في المحادثة اليومية منذ الثورة الفرنسية. أدى إنشاء فرنسا السداسية عن طريق الغزو وضم الأراضي إلى وضع الأساس الفكري لما سمي باسم «مهمة تثقيف» (بالفرنسية: la mission civilisatrice) التي كانت مبرر للاستعمار الفرنسي. ويبدو أن نجاح التجربة الطويلة في تحويل الفلاحين والغرباء ثقافيا إلى فرنسيين قد شجعت على نمو فكرة تطبيق نفس الطروحات مع الشعوب المستعمرة في إفريقيا وآسيا.
لوحظت أولى خطوات الإستيعاب الفرنسي منذ ما يسمى «الإمبراطورية الفرنسية الأولى،» التي نشأت مع ثورة 1789. من مخرجات الجمعية الوطنية الثورية التي عقدت عام 1794 والتي حضرها نواب البحر الكاريبي والهند الفرنسية، صدور قانون ينص على أن «كل رجال الساكنين في المستعمرات، بغض النظر عن لون بشرتهم، هم مواطنون يتمتعون بكل الحقوق المكرسة في الدستور.»
صدر خلال حكم نابليون بونابارت، في أوائل القرن التاسع عشر، قوانين جديدة للمستعمرات حلت مكان القوانين العام السابقة التي كانت تطبق في فرنسا والمستعمرات. رفض نابليون الأول مبدأ الاستيعاب وأعلن أن المستعمرات ستحكم بقوانين أخرى وذلك لخوفه من حصول سكان المستعمرات على قدرة السيطرة على الحكومات المحلية، الأمر الذي كان سيكون له تأثير سلبي على السخرة الرخيصة. بنفس الوقت، أعاد نابليون الأول الاستعباد إلى المستعمرات الكاريبية.
بالرغم من رفض نابليون الأول للاستيعاب، بقى كثيرون يعتبرونه ممارسة جيدة. في 24 يوليو 1833، صدر قانون أعطى لكل سكان المستعمرات «حقوقا مدنية وسياسية.» في ثورة 1848، أعيدت «نظرية الاستيعاب» إلى قوانين المستعمرات مجددا.
ومع ظهور مشاكل كثيرة خلال عصر الاستعمار، بدى لمن واجهها أن الاستيعاب هي الحل السهل والممكن، خاصة للذين آمنوا في نشر الثقافة الفرنسية. كما آمن كلود أدريان هلفتيوس، وهو فيلسوف وداعم للاستيعاب، بأن التعليم هو أساسي لنجاح الاستيعاب.